# Tantoo Cardinal
Rose Marie Cardinal (Anzac, Alberta, 20 de julio de 1950), conocida como Tantoo Cardinal, es una actriz de cine y televisión canadiense. En 2009, fue nombrada miembro de la Orden de Canadá "por sus contribuciones al crecimiento y desarrollo de las artes escénicas aborígenes en Canadá, como actriz de cine y teatro, y como miembro fundador de Saskatchewan Native Theatre Company".

## Trayectoria

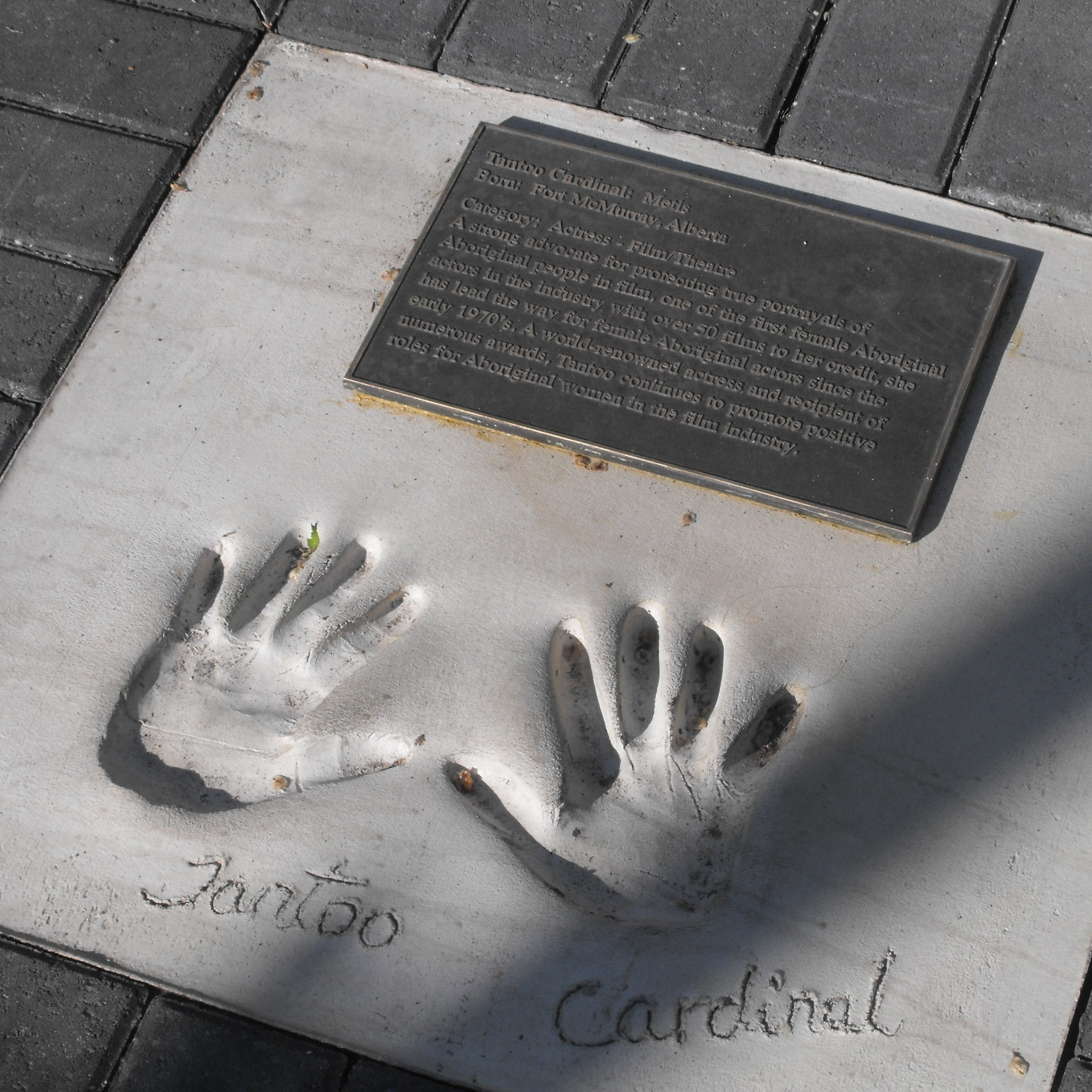
Impresión de mano, Paseo de Honor aborigen, en Edmonton, Alberta, Canadá

Tantoo era la menor de tres hijos de Julia Cardinal, una mujer de ascendencia cree y métis. Se crio en la aldea de Anzac, en Alberta. La falta de electricidad la inspiró a usar su imaginación mientras jugaba en el monte. Su abuela la apodó "Tantoo" por el repelente de insectos que usaban mientras recogían arándanos juntas. Le enseñó el idioma cree, las formas tradicionales de su cultura y las dificultades que enfrentaría al crecer siendo métis en Canadá.
Cardinal ha interpretado papeles en muchas películas y series de televisión destacadas, como Spirit Bay, Dances with Wolves, Black Robe, Leyendas de pasión, Smoke Signals, Hold the Dark y North of 60. Fue elegida para la miniserie de la Canadian Broadcasting Corporation By Way of the Stars con Gordon Tootoosis como el jefe Cree y Eric Schweig como Black Thunder.
En 2009, fue nombrada miembro de la Orden de Canadá "por sus contribuciones al crecimiento y desarrollo de las artes escénicas aborígenes en Canadá, como actriz de cine y teatro, y como miembro fundador de Saskatchewan Native Theatre Company".
El 23 de agosto de 2011, Cardinal, Margot Kidder y decenas de personas más fueron arrestadas mientras protestaban por la extensión propuesta del oleoducto Keystone.
En 2012, interpretó el papel de Regan en una producción totalmente aborigen El rey Lear de William Shakespeare en el Centro Nacional de las Artes de Ottawa, junto a un elenco que también incluía a August Schellenberg como Lear, Billy Merasty como Gloucester, Jani Lauzon en un doble papel como Cordelia and the Fool, y Craig Lauzon como Kent.
En 2017, fue nombrada ganadora del premio Earle Gray de la Academia de Cine y Televisión de Canadá por su trayectoria.
El 26 de noviembre de 2021, junto con otros laureados, recibió los "Premios a las artes escénicas del gobernador general después de un retraso de casi dos años debido a la pandemia de COVID-19". En 2022 se dio a conocer que tendría un papel en la serie Echo, destinada a formar parte de las series de televisión del Universo Cinematográfico de Marvel (MCU) producida por Marvel Studios.

## Vida personal
Cardinal conoció a su primer esposo, Fred Martin, mientras vivía en la casa de su familia durante sus años de escuela secundaria en Edmonton. Estuvieron casados de 1968 a 1978 y tuvieron un hijo, Cheyenne, antes de divorciarse.
Tuvo su segundo hijo, Clifford, con el actor Beaver Richards.
De 1988 a 2000, Cardinal estuvo casada con el actor John Lawlor, con quien tuvo una hija, Riel.